# 梅卡 (加利福尼亞州)
梅卡（英語：Mecca）是位於美國加利福尼亞州河濱縣的一個人口普查指定地區。

## 地理
梅卡的座標為33°34′18″N 116°04′38″W / 33.57167°N 116.07722°W，而該地最高點為海拔高度-57米（即-187英尺）。

## 人口
根據2010年美國人口普查的數據，梅卡的面積為18.023平方千米，均為陸地。當地共有人口8577人，而人口密度為每平方千米475人。